# Feng Tian
Toyota Masaya (豐田將也 Masaya Toyota?,  Prefectura de Aomori, Japón, 12 de febrero de 1992), mejor conocido bajo su nombre artístico de Feng Tian (en chino, 風田; pinyin, Fēng Tián), es un cantante, actor y modelo japonés. Es principalmente conocido por haber sido miembro del grupo masculino taiwanés SpeXial desde 2015 hasta 2021.

## Biografía
Kazeda nació el 12 de febrero de 1992 en la prefectura de Aomori, Japón. Habla con fluidez japonés y mandarín. Comenzó su carrera como modelo y ha participado en numerosos desfiles internacionales de moda. En la segunda mitad de 2014, la agencia Comic International Productions anunció la incorporación de Kazeda junto a otros dos nuevos miembros al grupo de mandopop taiwanés, SpeXial. Kazeda debutó con dicho grupo bajo su nombre artístico de "Feng Tian" el 13 de enero de 2015. El 31 de mayo de 2015, el grupo ganó dos Hito Music Awards en las categorías de "grupo hito" y "grupo más popular".
En 2016, SpeXial se dio a conocer en el mercado chino participando en diversas series y películas web. En agosto, Kazeda participó en la serie web Men with Sword, en la que actuó junto a sus compañeros Evan, Ian, Dylan, Zhiwei, Wayne y Simon. El 5 de junio, SpeXial nuevamente ganó los premios "grupo hito" y "grupo más popular" en los Hito Music Awards de 2016.

## Filmografía

### Televisión
| Año  | Título           | Papel   | Notas     |
| ---- | ---------------- | ------- | --------- |
| 2016 | KO One Re-member | Shen Mi | Principal |
| 2018 | KO One Re-Call   | Shen Mi | Principal |

### Series web
| Año  | Título         | Papel     | Notas    |
| ---- | -------------- | --------- | -------- |
| 2016 | Men with Sword | Qi Kun Di | Invitado |

### Películas
| Año  | Título     | Papel          | Notas    |
| ---- | ---------- | -------------- | -------- |
| 2016 | My Egg Boy | Hombre japonés | Invitado |